# Barrage de Roselend
Le barrage de Roselend est situé sur le territoire de la commune de Beaufort-sur-Doron, dans le Beaufortain, en Savoie, entre le col du Pré et le cormet de Roselend, à proximité de la station de sports d'hiver d'Arêches-Beaufort.
Les montagnes aux alentours avoisinent les 2 800 mètres. Il fait partie du complexe hydroélectrique de Roselend La Bâthie ; ce dernier comprend le barrage de Roselend ainsi que deux barrages satellites : La Gittaz et Saint-Guérin. Cet ensemble est géré par l’Unité de Production Alpes d’EDF.

## Situation
L'installation est voisine du barrage de la Girotte, perché au-dessus de la vallée d'Hauteluce. Il est relié à deux barrages satellites, La Gittaz et Saint-Guérin.
Le barrage de Roselend est réputé être le plus « esthétique » des barrages de Savoie. Au total, 940 000 m3 de béton ont été utilisés pour l'édification de la structure.

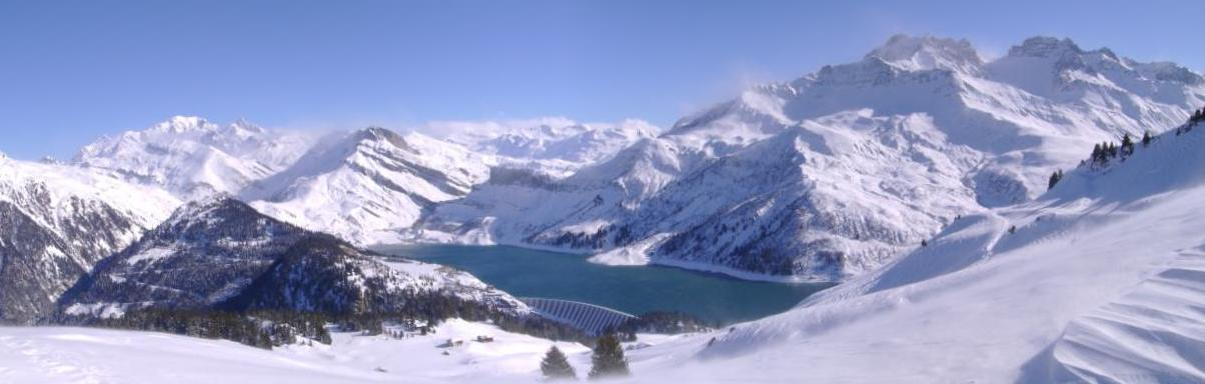
Le lac de Roselend, depuis les alentours du col du Pré. Au fond à gauche, le mont Blanc ; devant au centre gauche, le rocher du Vent ; à droite, l'aiguille du Grand Fond et la pointe de Presset.

## Histoire

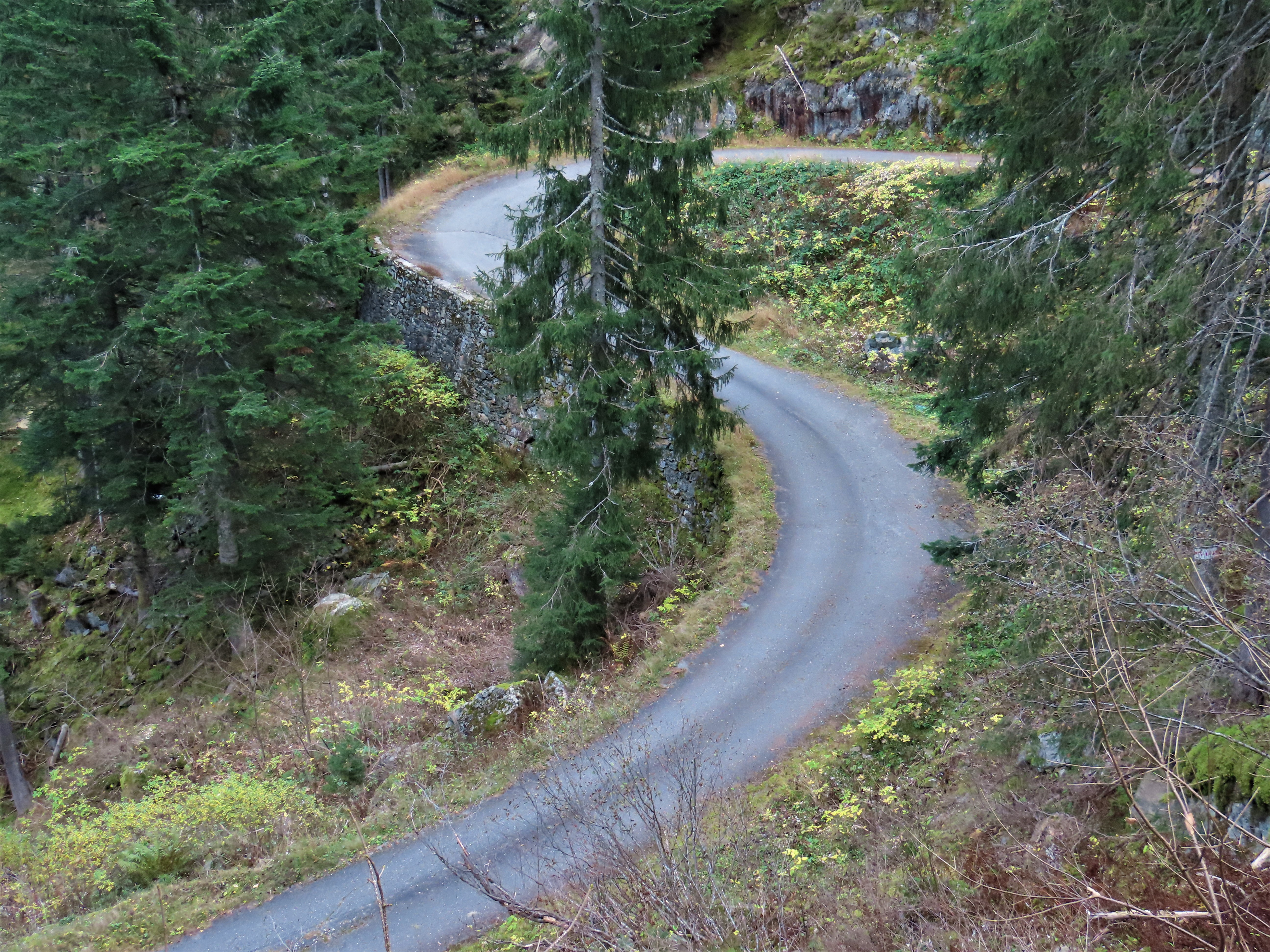
La route des Tines en aval du barrage de Roselend, l'ancienne route nationale 525 avant la construction du barrage.

Les travaux de construction commencent en 1955. La mise en eau, en 1960, entraîne l'engloutissement de Roselend, village d'alpage dont il tire son nom (Roselend étant lui-même probablement issu du nom d'un ancien propriétaire : Rozelindus, attesté au Xe siècle).
Après l'épisode de Tignes et du barrage du Chevril, les habitants de la vallée ne tentent pas alors de s'opposer aux travaux, mais cherchent plutôt à négocier au mieux. Les indemnités versées par EDF permettent indirectement la naissance de la coopérative laitière de Beaufort.
Les travaux sont achevés en 1962 et sont marqués par la construction de la nouvelle chapelle de Roselend située à proximité du site du barrage.

## Entretien

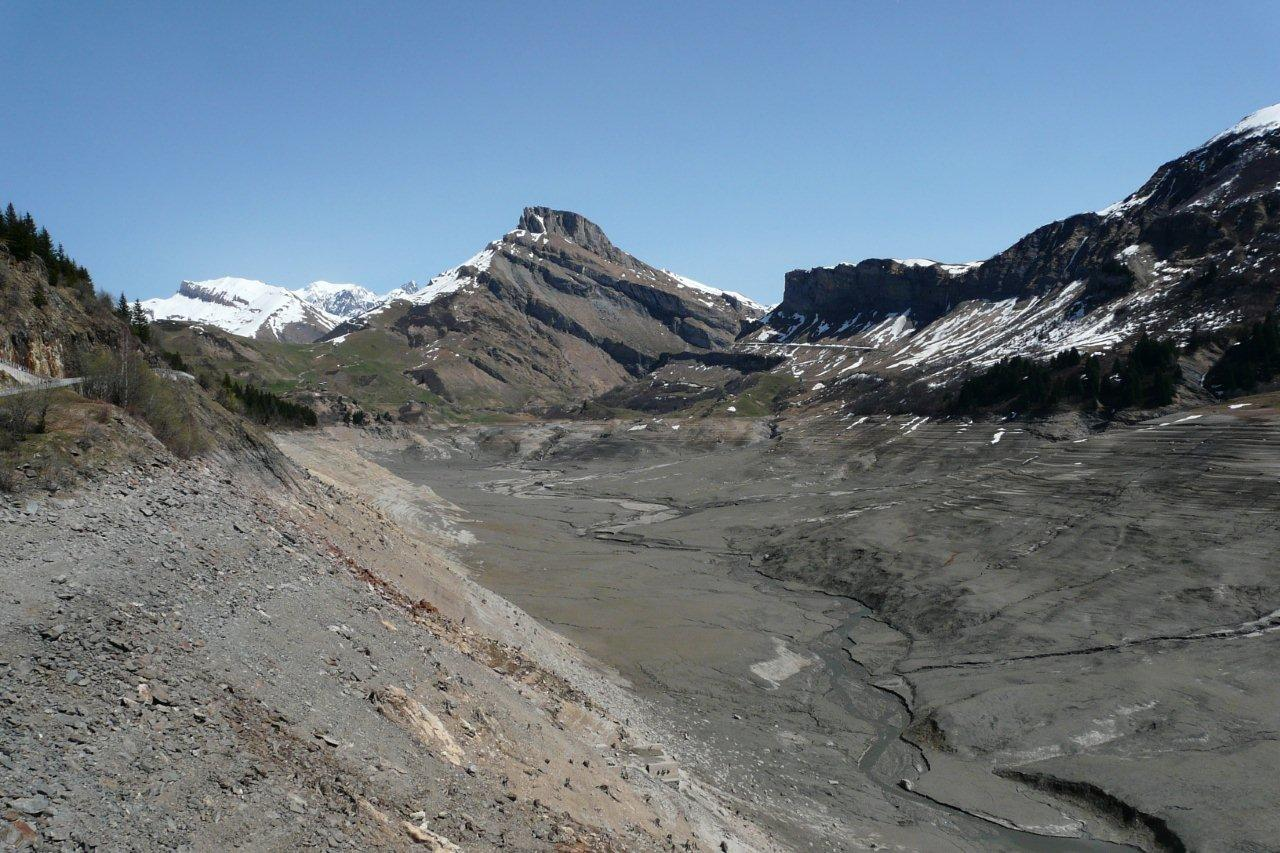
Le lac de Roselend, vidé en 2011, dominé par le rocher du Vent.

Tout barrage de plus de 20 m doit subir une grande visite décennale par une vidange du lac de retenue. Cette opération s'est déroulée cinq fois depuis l'origine, notamment en 1989 et 1999.
La dernière vidange complète a été réalisée entre le 17 février et le 7 avril 2011, période d'assec durant laquelle il était possible de voir le lac de Roselend vide,.
Cette opération a un caractère exceptionnel car depuis quelques années, les vidanges complètes (le retrait complet de tout le volume d'eau du lac) ne se font plus. Pour les révisions décennales, le lac est vidé à moitié et l'on envoie des drones pour effectuer le travail de surveillance au fond et à la base du barrage, notamment pour les vannes de fond.
De 2013 à 2018, des travaux sont menés dans l’usine souterraine de La Bâthie afin d’augmenter la puissance des six groupes de production de 550 à 600 MW.

## Caractéristiques techniques

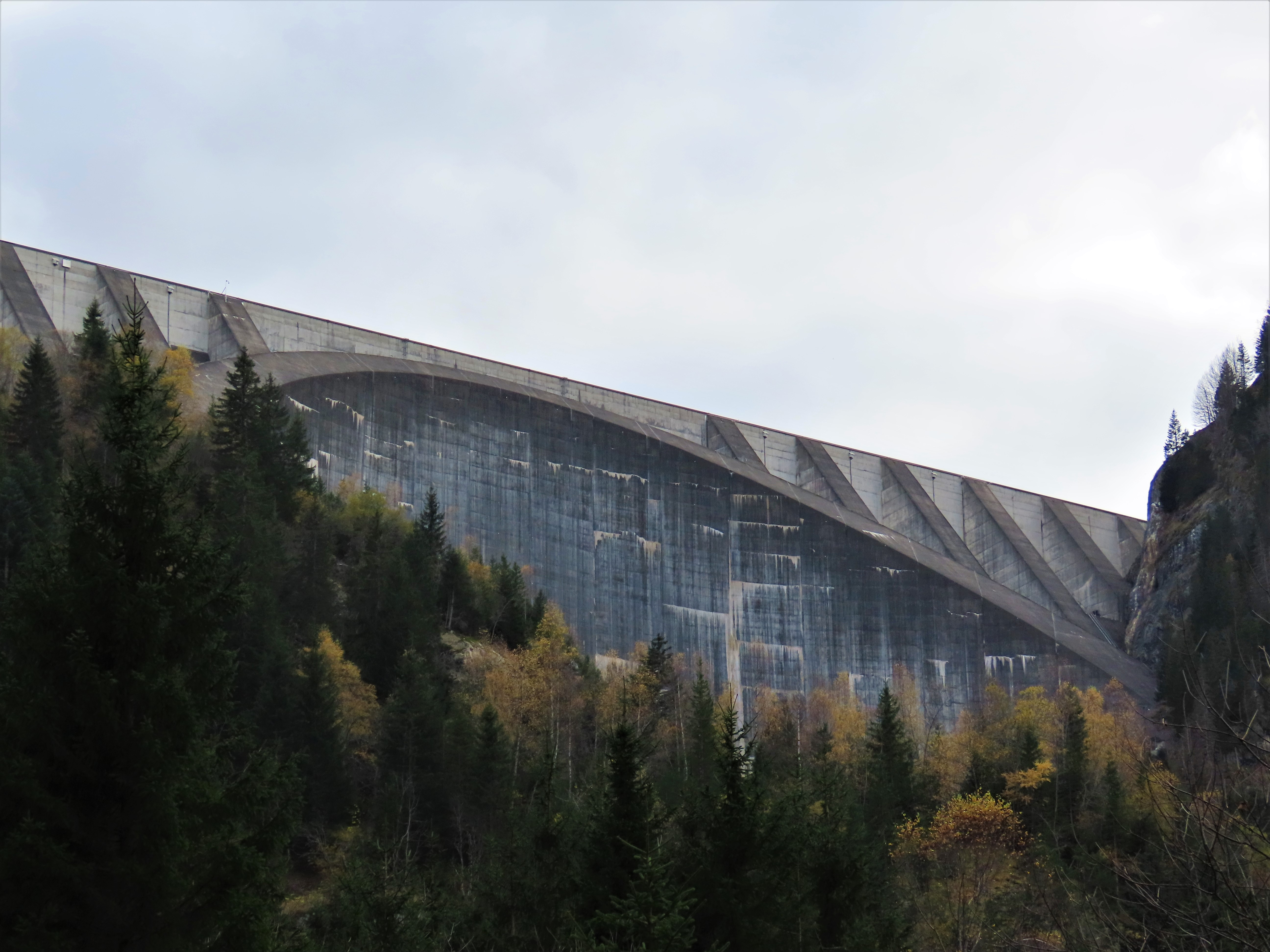
Le barrage et sa voûte principale depuis la route des Tines en aval.

Le complexe hydroélectrique de Roselend La Bâthie produit l’équivalent de la consommation en énergie domestique de 450 000 habitants, il permet ainsi d’éviter l’émission de 890 000 tonnes de CO2 par an. Le barrage de Roselend est un barrage à voûte à double courbure et à contreforts,.
- Hauteur = 150 mètres
- Longueur en crète = 804 mètres
- Retenue d’eau [du complexe hydroélectrique] = 187 millions de m3

L'aménagement de Roselend - La Bâthie est alimenté par le barrage de Roselend proprement dit, ainsi que par deux barrages satellites, La Gittaz et Saint-Guérin. La capacité de retenue totale de ces trois réservoirs, reliés entre eux par un système de galeries, est de 213 millions de m3. L’eau captée à Roselend traverse le massif par une galerie longue de 12,5 km pour déboucher à 1 400 m d’altitude dans la vallée de l’Isère, en Tarentaise. Elle est ensuite acheminée vers l’usine souterraine de La Bâthie par une conduite forcée de 2 500 m de long, avec une chute de 1 200 m. La centrale est équipée de six groupes de production de type Pelton d'une puissance totale de 550 MW. Depuis 2013, EDF remplace les principaux composants de chaque groupe de production (turbine, alternateur, transformateur, câbles d’évacuation de l’énergie) pour atteindre, fin 2018, une puissance totale de 600 MW.

## Ouvrages annexes
Le barrage de Roselend est alimenté directement par plusieurs cours d'eau (Le Doron, ruisseau de Treicol) et par de nombreuses prises d'eau qui alimentent deux centrales annexes : la centrale Pierre Giret et la centrale des Sauces.
Une galerie de 27 km de long permet d'acheminer l'eau de nombreux vallons de Haute Tarentaise jusqu'à la centrale des Sauces grâce à 15 prises d'eau :
- Vallon de Mercuel et torrent Saint-Claude (Sainte-Foy-Tarentaise, La Mazure) ;
- Vallon de La Sassière, turbinée dans la centrale de Pierre Giret (Sainte-Foy-Tarentaise, La Mazure) ;
- Moulin et Retour (La Rosière côté Eucherts, combe des Moulins) ;
- Reclus et Commune (Séez, Saint-Germain, vallon du Reclus vers le col du Petit Saint-Bernard) ;
- Beaupré et Versoyen (Bourg-Saint-Maurice, vallon du Versoyen) ;
- Vacherie (Bourg-Saint-Maurice, Crêt-Bettex) ;
- Séloge, Nant Blanc, La Raja, Combe Neuve inférieure et Combe Neuve supérieure (Bourg-Saint-Maurice, vallée des Chapieux).

### Centrale des Sauces
Les captages de Haute Tarentaise sont turbinées une première fois à la centrale des Sauces grâce à une conduite forcée de 383 m pour 105,5 m de chute d'eau. La centrale des Sauces est équipée d'un groupe Pelton double d'une puissance totale de 6,3 MW, pour une production moyenne annuelle de 44,5 GWh. Elle est de type semi-enterrée. Complètement automatisée, elle peut fonctionner de deux façons selon les variations des débits saisonniers :
- « au fil de l'eau », c'est-à-dire que la centrale turbine en continu ;
- en « éclusées », c'est-à-dire par intermittence en fonction des débits entrants et de la demande en électricité.

## 50 ans du barrage
Le barrage subit une vidange complète au printemps 2011. L'anniversaire des 50 ans de la mise en service du complexe Roselend se déroule la même année.
Pour les 50 ans d’hydroélectricité en Beaufortain, EDF a organisé une visite « inauguration » gratuite du barrage. À cette occasion, de nombreuses activités ont été planifiées autour de l’édifice : VTT, montgolfière, randonnée, parapente, aviron, atelier peinture. Un tour de la centrale des Sauces a été organisé et un récital classique du pianiste François-René Duchâble suivi d’un spectacle pyrotechnique a été organisé, avant un grand bal populaire organisé par la communauté de communes du Beaufortain.

## Cinéma
Le barrage apparait à deux reprises dans le film L'Homme qu'on aimait trop d'André Téchiné, 2014.

Lac et barrage de Roselend
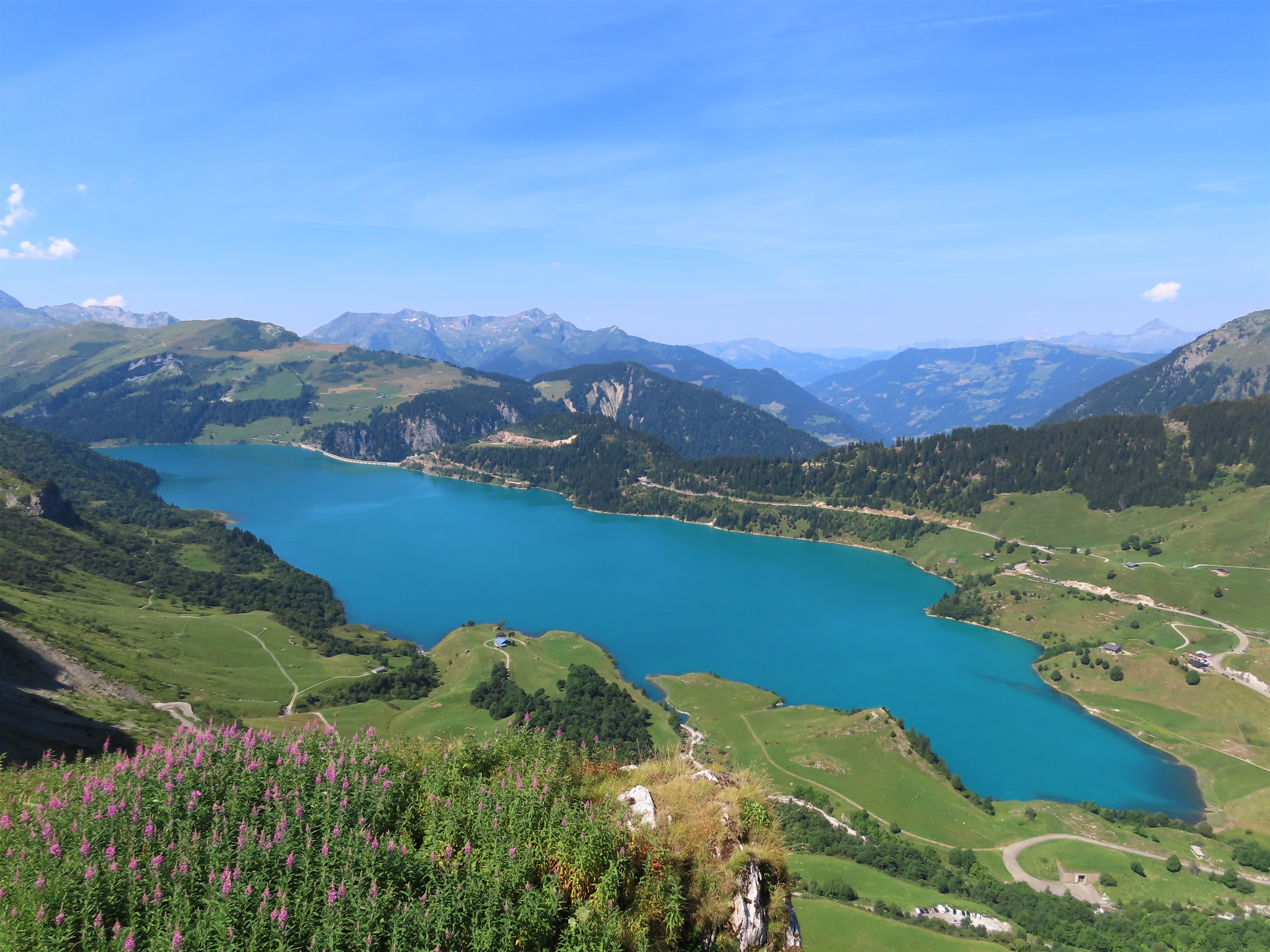
Le lac depuis le roc du Biolley.
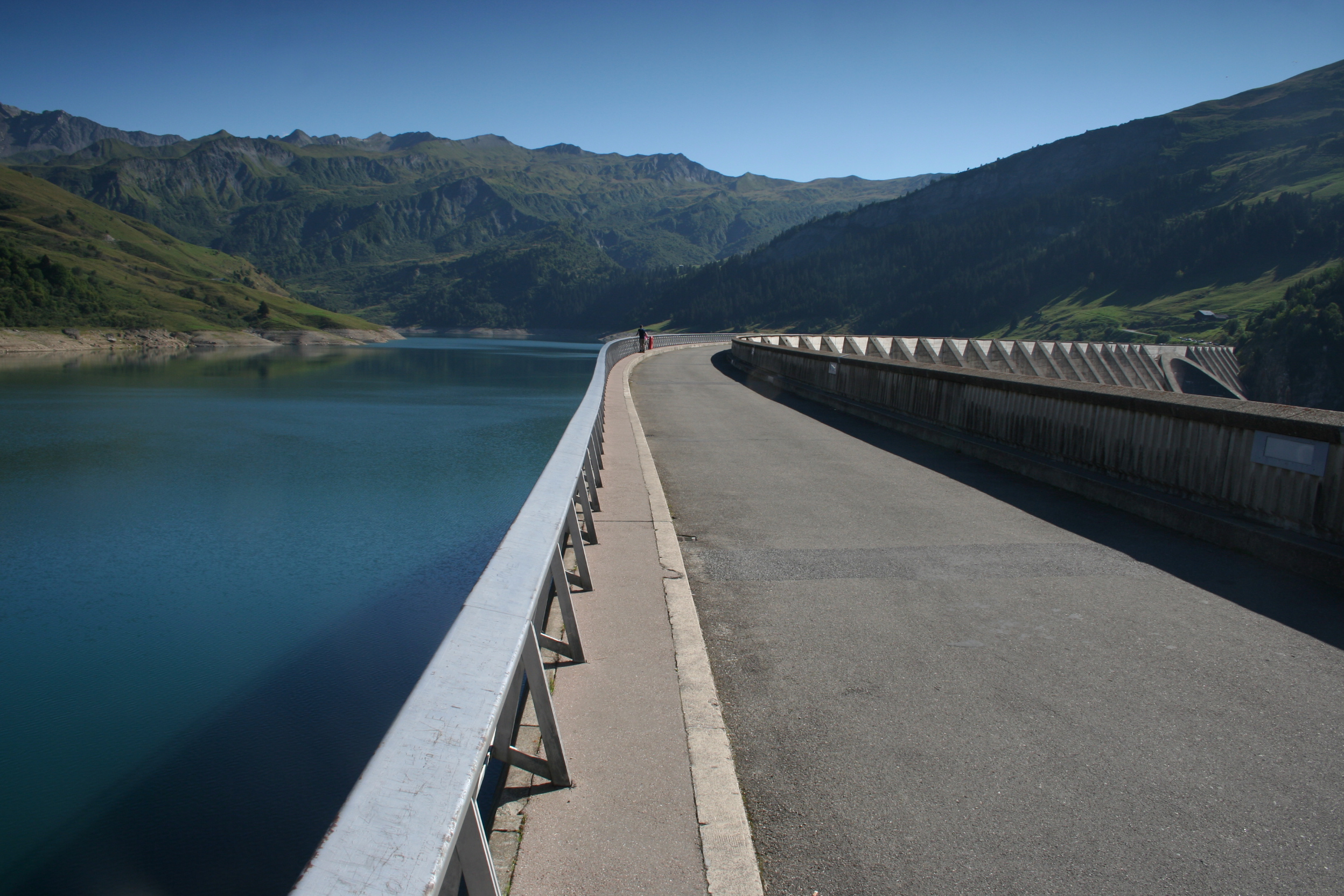
Le barrage et le lac de Roselend.
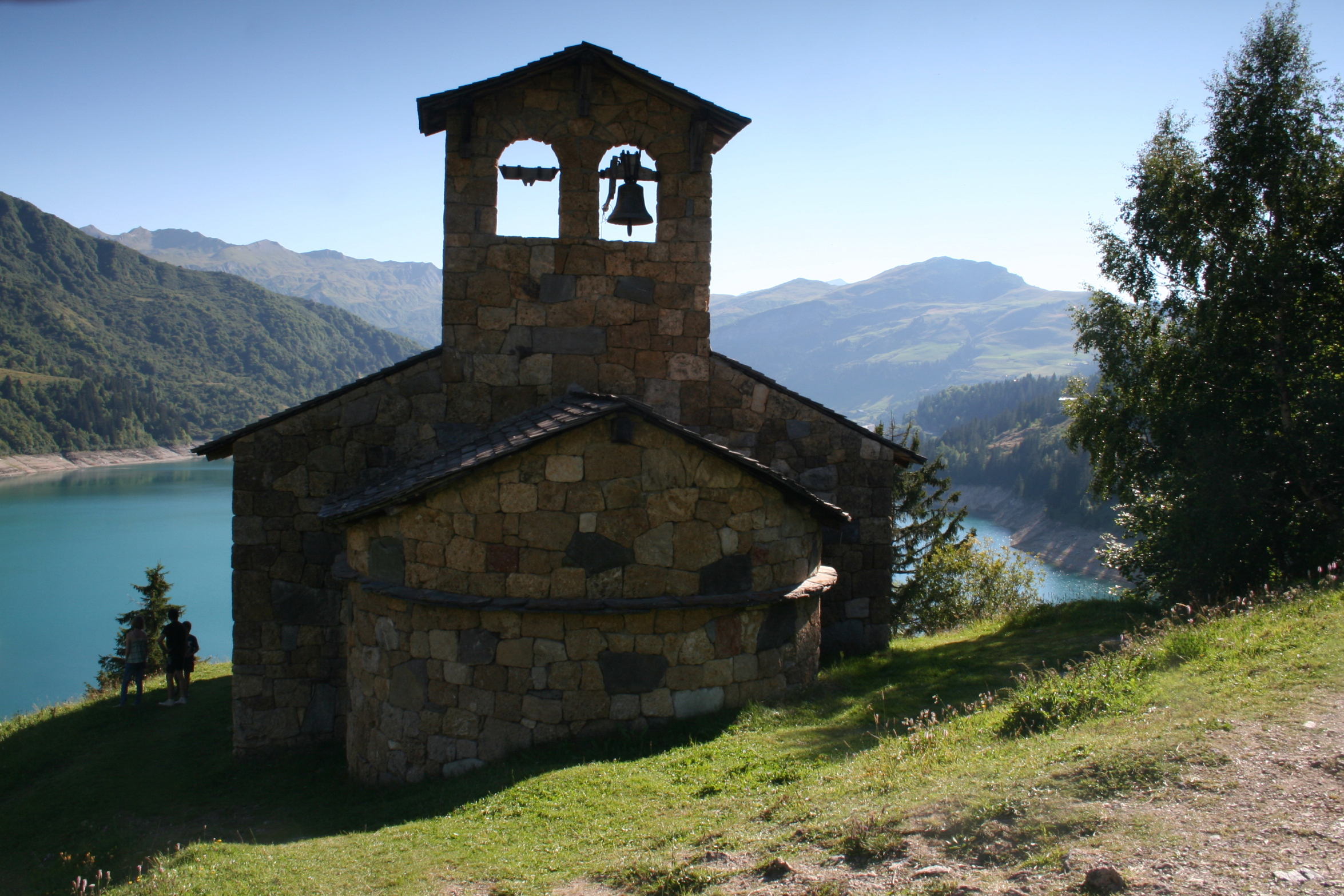
La chapelle de Roselend.
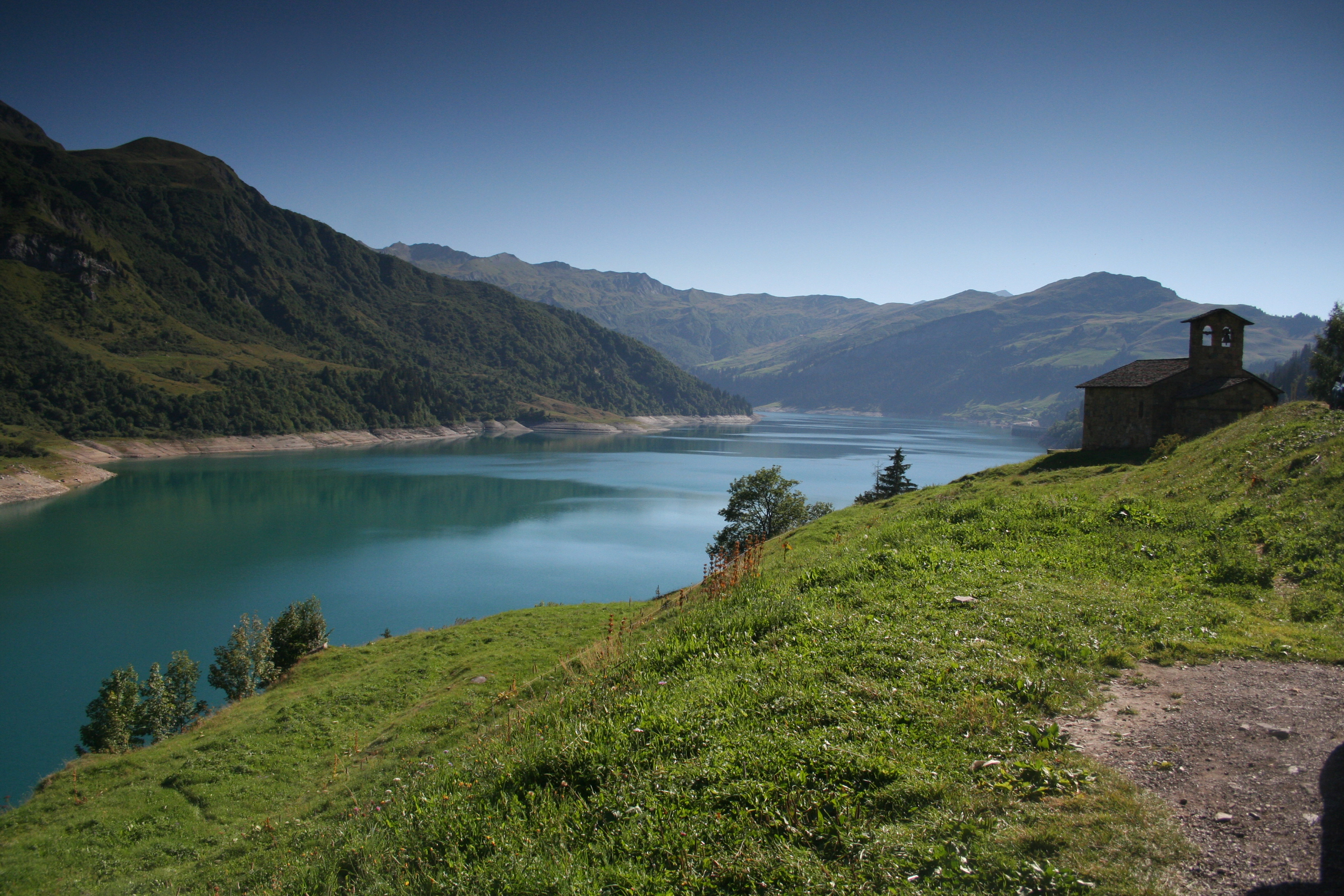
Lac et chapelle de Roselend.
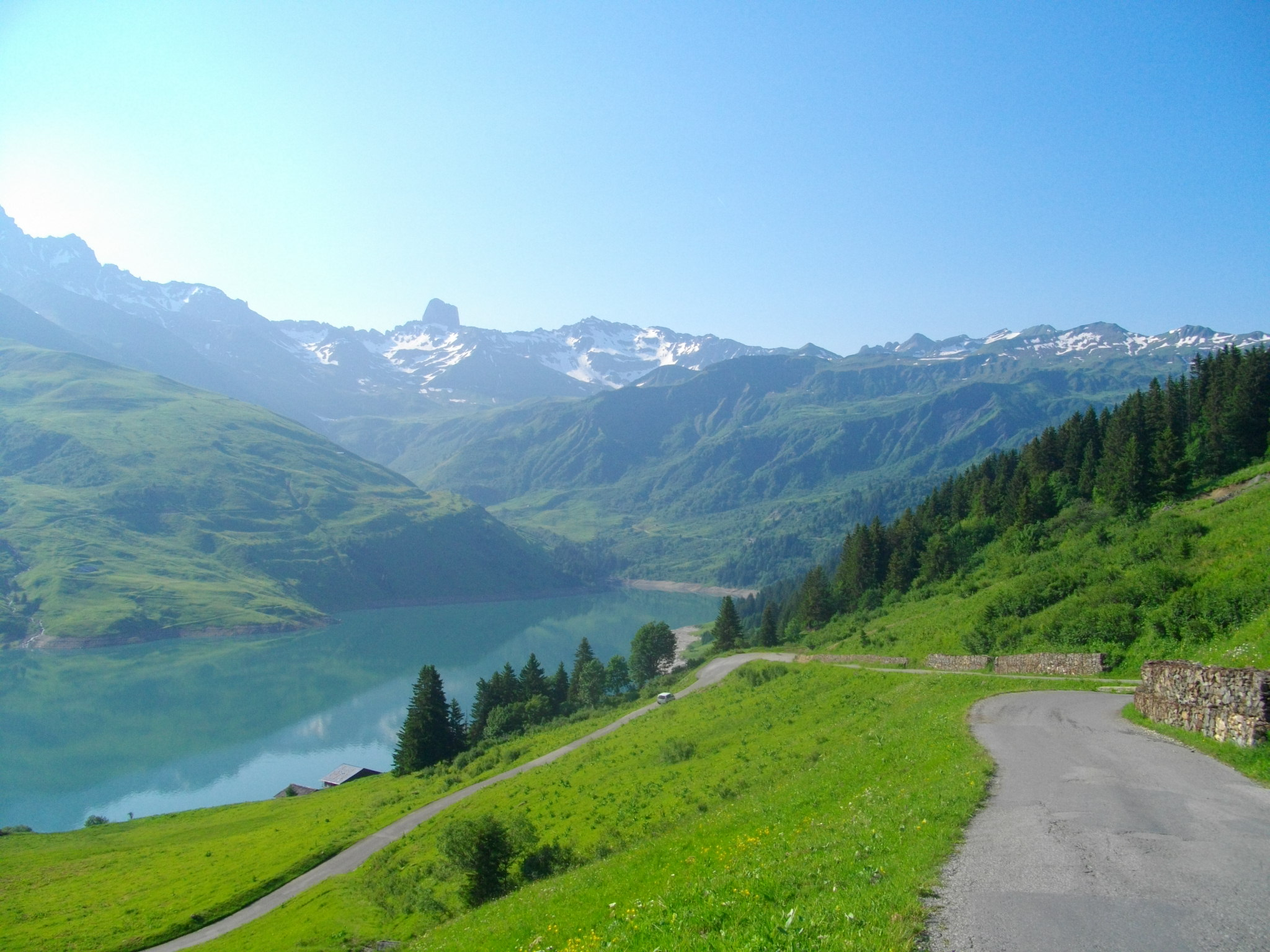
Le lac et la Pierra Menta depuis la route du col du Pré.

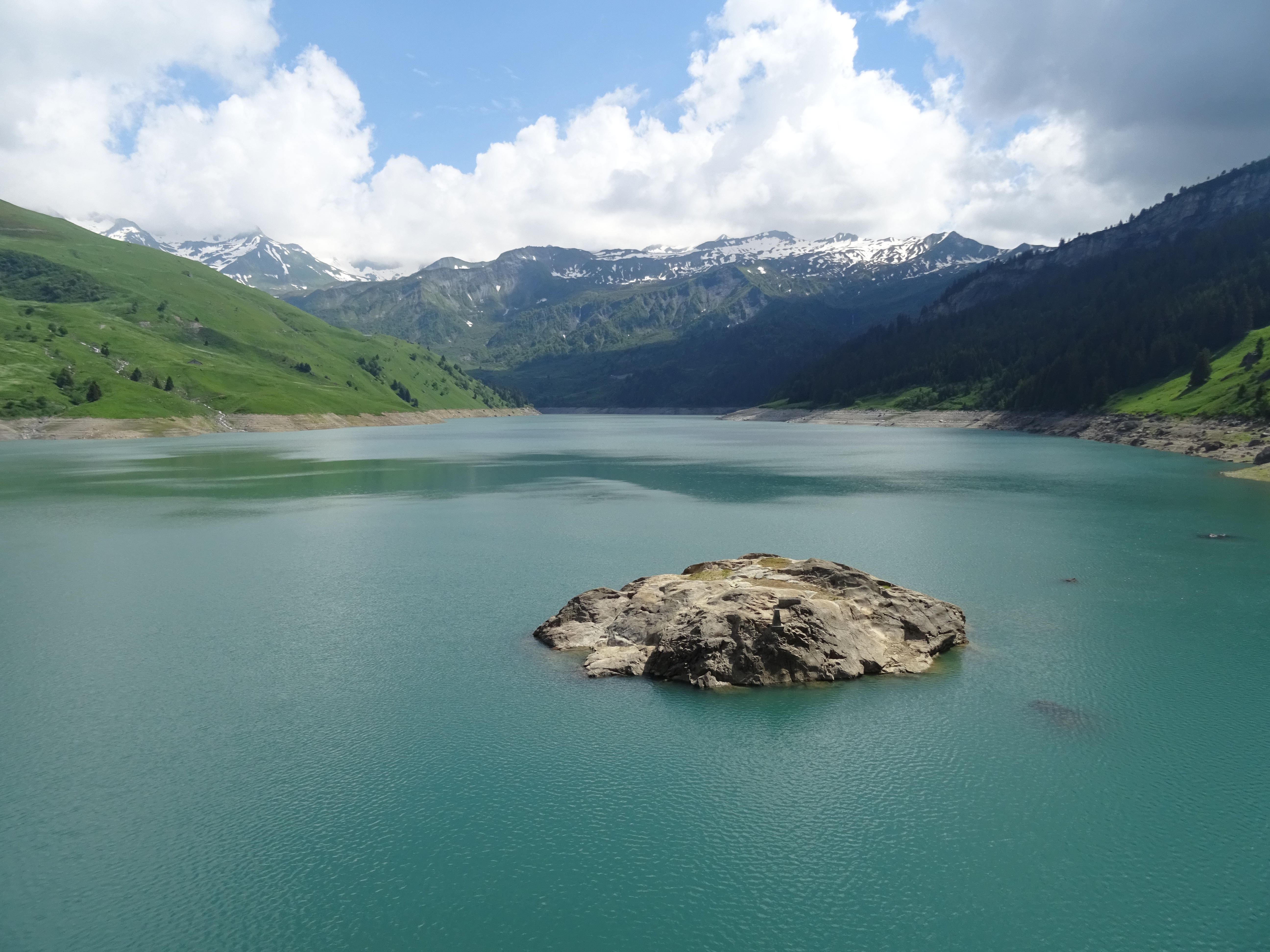
Île au milieu du lac.
Le barrage et le lac de Roselend vide.

## Peinture
- La construction du barrage de Roselend, huile sur toile de Jean Monneret conservée au Musée savoisien de Chambéry.